# Stazione di Kensington (Olympia)
La stazione di Kensington (Olympia) è una stazione situata a West Kensington, nel borgo reale di Kensington e Chelsea. Il nome della stazione deriva dalla sua collocazione a Kensington e dall'adiacente centro fieristico Olympia Exhibition Centre.

Questa stazione è servita dai servizi ferroviari nazionali transitanti lungo la linea West London, nonché dai servizi della London Overground e della metropolitana (linea District).

## Storia

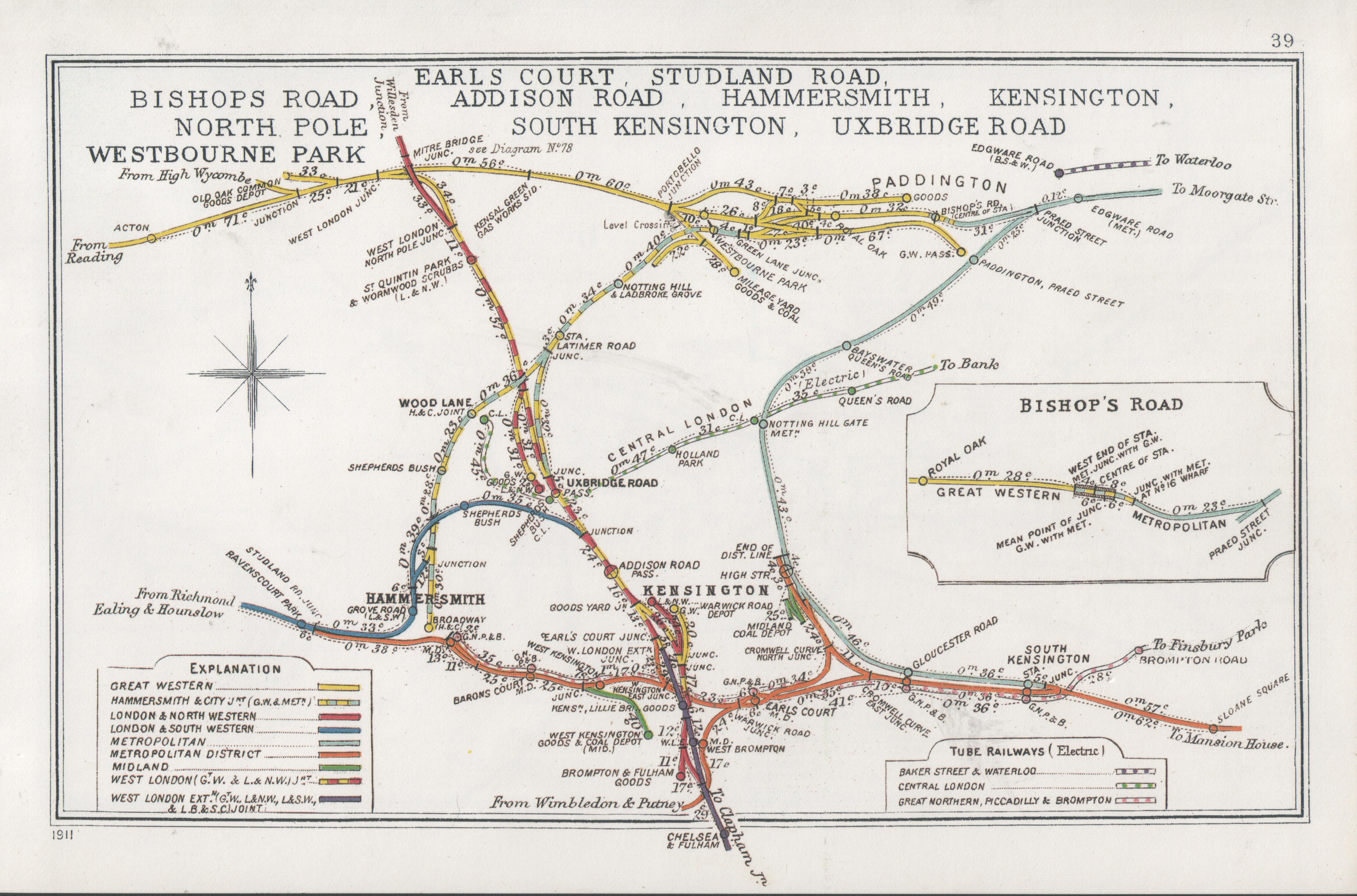
Diagramma del 1911 che mostra le linee ferroviarie intorno a Kensington Olympia (indicata in basso al centro come "Addison Road")

La stazione, capolinea sud della West London Railway, venne aperta il 27 maggio 1844 con il nome di Kensington, ma chiuse il 1º dicembre di quello stesso anno. Continuò in seguito ad essere utilizzata occasionalmente per il servizio merci. Riaprì il 2 giugno 1862 come parte dell'estensione della West London Railway, con una nuova stazione anch'essa denominata Kensington, situata sul lato nord di Hammersmith Road, con servizi per Willesden Junction e Clapham Junction.
I treni della Great Western Railway iniziarono a servire la stazione nel 1863, e quelli della London and North Western Railway nel 1872. Un collegamento con la Hammersmith & City Railway (oggi parte della linea Hammersmith & City) incluse la stazione nel c.d. "Middle Circle", che operava via Paddington a nord e South Kensington a sud. Nel 1868 la stazione venne ribattezzata Kensington Addison Road.
Dal 1869, la London and South Western Railway operò da Richmond alla stazione di Waterloo via Addison Road, fino a quando la derivazione per la stazione di Shepherd's Bush della L&SWR venne chiusa nel 1916. Dal 1907 il servizio "Middle Circle" venne rimpiazzato da un collegamento con Hammersmith. La stazione comparve sulla prima mappa della metropolitana di Londra nel 1908, con servizi della Metropolitan Railway e della District Railway. Il tratto fra Willesden Junction e Earl's Court, inclusa Addison Road, fu elettrificato nel 1914.

### Declino
Nel 1940 Addison Road e il collegamento con la linea Metropolitan alla stazione di Latimer Road vennero chiusi, insieme con le altre stazioni della linea West London, dopo che questa fu bombardata durante il Blitz, e la sua ricostruzione non venne considerata economicamente conveniente dal London Passenger Transport Board. La linea West London continuò a essere utilizzata per il servizio merci.
Il 19 dicembre 1946 la stazione fu rinominata Kensington (Olympia) e divenne il capolinea nord di un servizio navetta che operava solo in ore di punta da e per Clapham Junction, ad uso degli impiegati della Post Office Savings Bank, che aveva sede nella vicina Blythe Road. Fino al 1986, a parte i servizi Motorail, questo fu l'unico treno della British Rail a 
utilizzare la stazione. Era noto con il soprannome di "Kenny Belle" e non era pubblicizzato, poiché la Post Office Savings Bank rientrava sotto la giurisdizione della legge del 1939 sul segreto di Stato.
L'unico altro servizio era un treno navetta della linea District per Earl's Court, dato che la stazione non aveva più un collegamento specifico con la metropolitana. Originariamente il servizio era attivo solo in occasione di fiere nel vicino Olympia Exhibition Centre. Una banchina permanente fu aperta il 3 marzo 1958. La stazione veniva occasionalmente utilizzata come capolinea temporaneo durante lavori di ricostruzione o ammodernamento di altre stazioni terminali di Londra.
Erano presenti un tempo due banchine terminali sul lato sud-orientale, utilizzate principalmente per i servizi da e per Clapham Junction. Queste banchine, insieme con i relativi binari, furono rimosse nel 1983; lo spazio fu utilizzato per ampliare il parcheggio del vicino centro fieristico. Una delle ex banchine ospita ora l'Olympia Garden, un orto comunitario comprendente 89 appezzamenti.

### Durante la guerra fredda
Kensington (Olympia) fu inclusa nei piani degli anni sessanta durante la Guerra Fredda per assicurare la continuità di governo in caso dello scoppio delle ostilità. Piani segreti prevedevano l'uso della stazione, in vista di una guerra nucleare, per evacuare diverse migliaia di dipendenti pubblici verso il bunker sotterraneo del quartier generale governativo in tempo di guerra, situato nel Wiltshire. Il personale che avrebbe dovuto lavorare nel bunker avrebbe avuto istruzioni di utilizzare treni in partenza da questa stazione, scelta perché la linea West London si connetteva con la Great Western Main Line poco più a nord.

### Servizio Motorail
Nel 1966 Kensington (Olympia) divenne il principale terminal londinese della British Rail per il servizio Motorail, che trasportava passeggeri e automobili in tutta la Gran Bretagna. Nell'orario ferroviario della regione London Midland per il 1970/71, sono presenti servizi per Perth, Stirling, Carlisle, St. Austell, Totnes, Newton Abbot e Fishguard (in connessione con il traghetto per Rosslare). Questo terminal chiuse nel 1981, quando le operazioni furono trasferite nelle stazioni di Paddington, Euston e King's Cross.

### Rilancio
Dopo un lungo declino, dal 12 maggio 1986 i servizi vennero migliorati. Il servizio navetta della linea District iniziò ad operare con un regolare orario giornaliero, e servizi interregionali dalle Midlands e dal nord dell'Inghilterra fermavano nella stazione. Le destinazioni servite nell'Inghilterra meridionale includevano Brighton e Dover (alla stazione ora chiusa di Dover Western Docks). Questi convogli erano operati dalla divisione InterCity della British Rail e in seguito, dopo la privatizzazione delle ferrovie inglesi, dalla compagnia Virgin CrossCountry. Le destinazioni a nord includevano Birmingham, Liverpool, Manchester, Glasgow, ed Edimburgo. Questi servizi cessarono nel 2008.
Nel 1994, un servizio passeggeri riprese ad operare sulla linea West London tra Willesden Junction e Clapham Junction dopo un intervallo di 54 anni. Svolto inizialmente dal Network SouthEast della British Rail, dopo le privatizzazioni delle ferrovie inglesi la linea fu servita dalla compagnia Silverlink tra il 1997 e il 2007, quando la linea West London passò sotto la gestione della London Overground.
Prima che la High Speed 1 venisse proposta nel 1996, si era proposto di espandere Kensington (Olympia) per creare un terminal automobilistico per servizi internazionali, inclusi gli Eurostar per il continente. Il percorso si sarebbe dipanato lungo la linea West London e la South Eastern Main Line fino a Folkestone, prima di entrare nel tunnel della Manica.
Fino a che il terminale degli Eurostar fu trasferito nel novembre del 2007 alla Stazione di Londra St Pancras, i treni passavano per Kensington (Olympia) fra la stazione di Waterloo e il deposito treni a North Pole. La stazione era predisposta per fungere da terminal sostitutivo qualora Waterloo fosse diventato inutilizzabile; allo scopo, venivano mantenuti attivi i servizi di immigrazione.
Nel giugno 2011 la Transport for London (TfL) ha annunciato che il servizio navetta tra Kensington (Olympia) ed Earl's Court sarebbe stato chiuso nei giorni feriali alla fine dell'anno. Il Royal Borough of Kensington and Chelsea protestò contro la chiusura, senza successo; il servizio nei giorni feriali cessò nel dicembre 2011. Alcuni servizi continuano a essere svolti in giorni feriali quando si svolgono eventi all'Olympia Exhibition Centre. Nel 2012 la TfL annunciò un progetto per installare tornelli nella stazione, il che avrebbe rimosso l'accesso al ponte pedonale utilizzato da anni dai residenti locali. Entrambi i consigli dei borghi di Londra nei quali ricade la stazione si opposero alla cancellazione di questa servitù di passaggio. Il progetto fu abbandonato l'anno seguente..

## Strutture e impianti
Il nome della stazione appare come Kensington Olympia sul sito della National Rail e su alcune mappe e orari. Sulle mappe della metropolitana di Londra e della London Overground, sulle insegne della stazione e sulla mappa della London Rail & Tube Services la stazione è denominata Kensington (Olympia).
La stazione si trova accanto all'Olympia Exhibition Centre, dal quale prende il nome. Il confine tra il borgo reale di Kensington e Chelsea e il borgo londinese di Hammersmith e Fulham corre parallelo immediatamente a ovest del fascio dei binari.
Le banchine sono accessibili da Russell Road da est e da Olympia Way da ovest. Un sovrappasso pedonale connette le due strade ed è segregato dalla stazione, cosicché è possibile attraversarlo senza dover entrare nei tornelli.
Il binario 1 viene utilizzato dal servizio limitato della linea District diretto a High Street Kensington (via Earl's Court), il binario 2 viene utilizzato dai treni della Overground diretti verso nord, verso Willesden, il binario 3, invece, è usato dai treni della Overground diretti verso sud, ossia verso Clapham Junction.
La stazione di Kensington (Olympia) si trova nella Travelcard Zone 2.

## Movimento
Presso la stazione effettuano i propri servizi Southern, London Overground e la linea District della metropolitana.
Servizio ferroviarioIl servizio di London Overground (linea Mildmay) che transita da Kensington (Olympia) prevede il passaggio di quattro treni all'ora in direzione Clapham Junction e di quattro treni all'ora in direzione Stratford.
Southern opera invece un servizio regionale tra Milton Keynes Central e East Croydon, con cadenza oraria.
Servizio metropolitanoIl servizio a spola tra Kensington (Olympia) e High Street Kensington, residuo di un antico collegamento con Latimer Road, viene effettuato nei fine settimana e nei giorni fieristici; inoltre, un servizio limitato viene operato durante le prime ore del mattino e di sera durante i giorni feriali. Non viene effettuato alcun servizio metropolitano dalla stazione nei giorni di San Silvestro e Capodanno, quando questi giorni cadono nei fine settimana.

## Interscambi
Nelle vicinanze della stazione effettuano fermata alcune linee automobilistiche urbane, gestite da London Buses, nonché alcune linee extraurbane della compagnia Green Line.
- Fermata autobus

## Galleria d'immagini

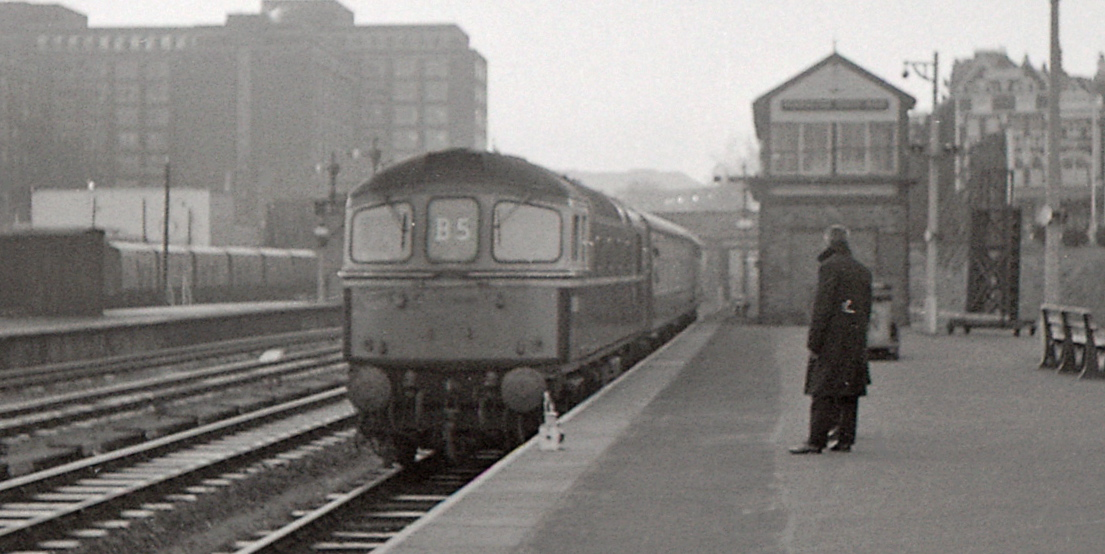
Treno per i lavoratori della Post Office Savings Bank a Kensington (Olympia) nel 1968
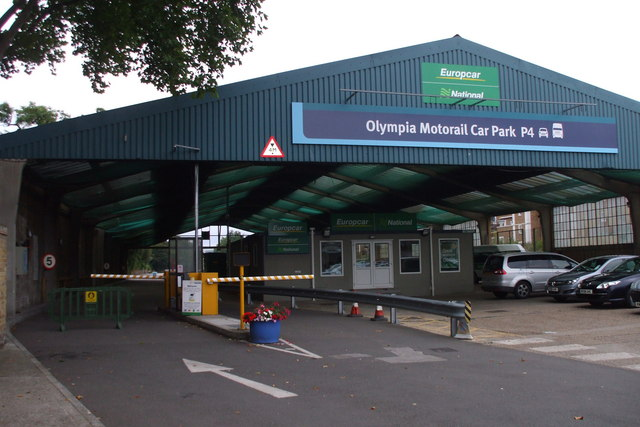
Il vecchio terminal del servizio Motorail nel 2009
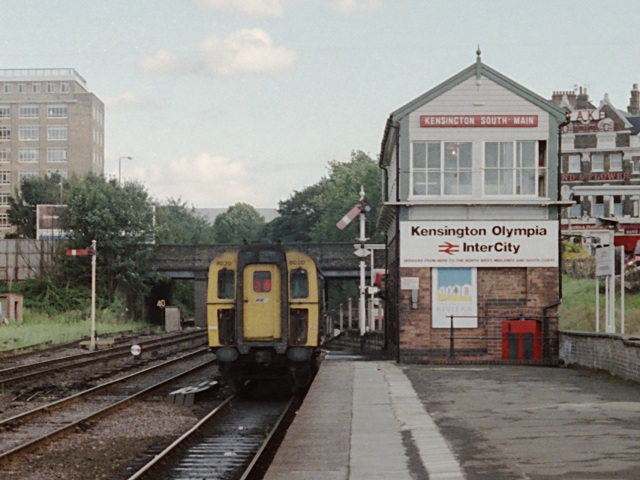
Kensington Olympia nel 1988
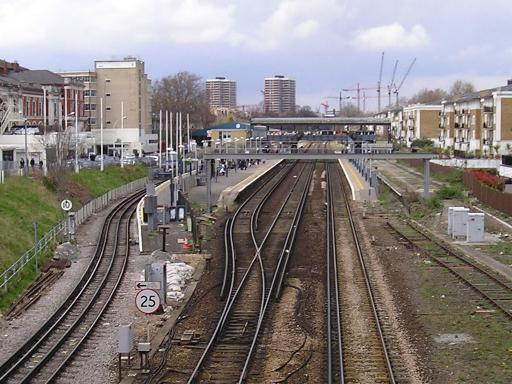
Vista aerea
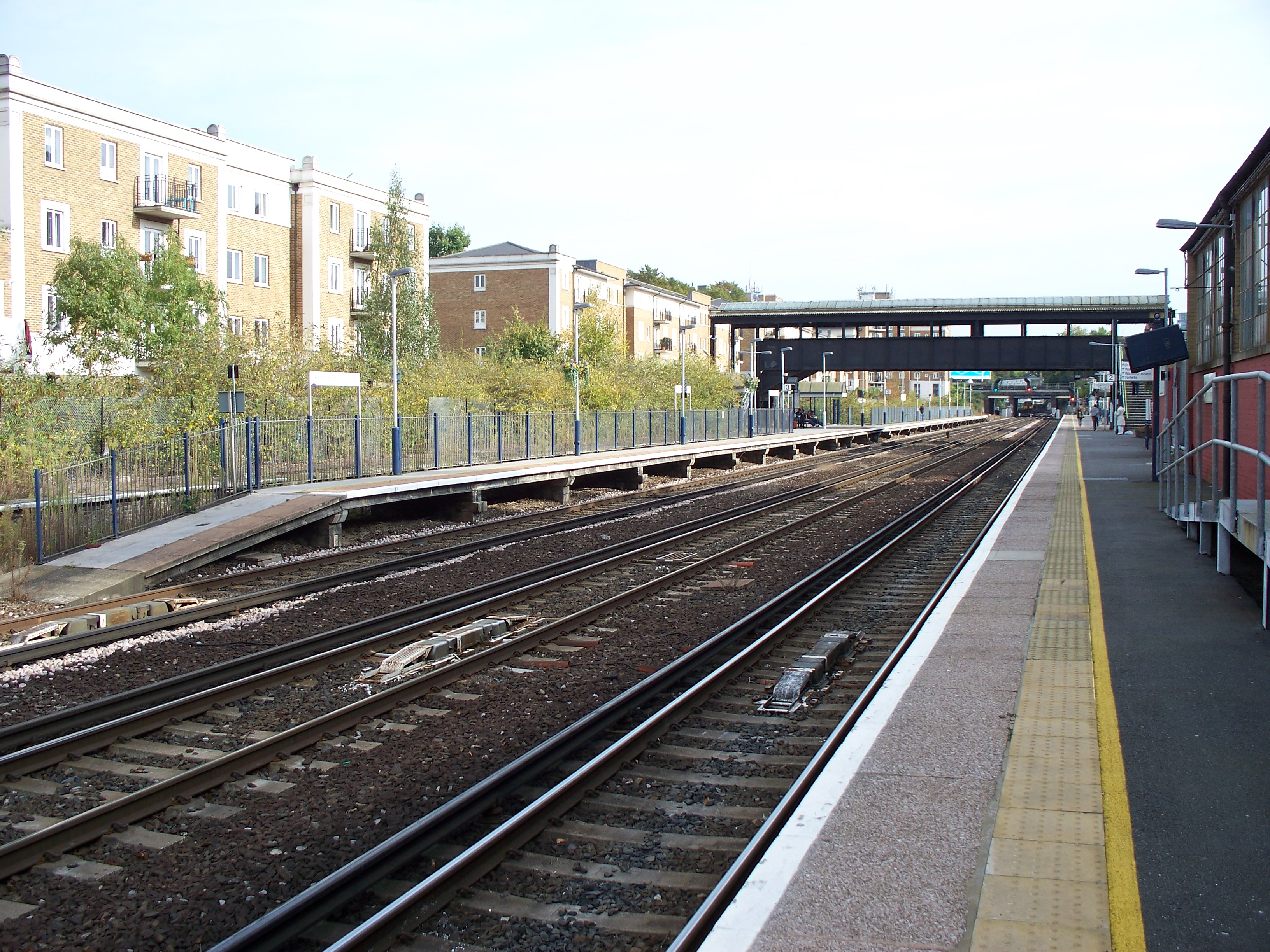
Piattaforma della linea principale nel 2007
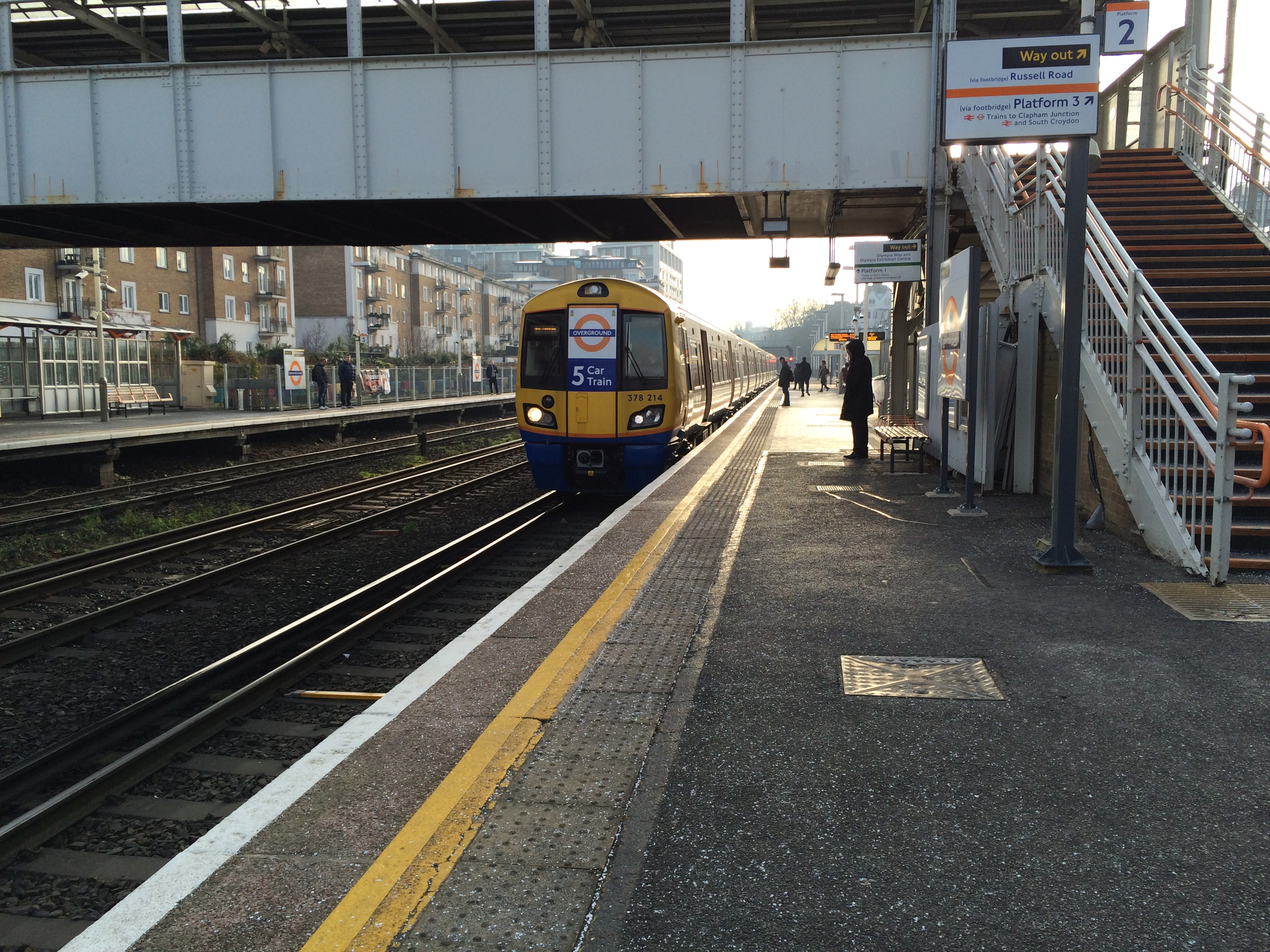
Treno della London Overground a Kensington (Olympia)